# Hospitellidae
Hospitellidae es una familia de foraminíferos bentónicos del suborden Allogromiina y del orden Allogromiida. Su rango cronoestratigráfico conocido abarca el Holoceno, aunque se ha citado el género Thalamophaga en el Eoceno.

## Clasificación
Hospitellidae incluye a las siguientes géneros:
- Hospitella
- Placopsilinella
- Thalamophaga

Otros géneros considerados en Lagynidae son:
- Marsupophaga, aceptado como Thalamophaga
- Nummophaga, aceptado como Thalamophaga
- Orbitophaga, aceptado como Thalamophaga
- Tubophaga, aceptado como Thalamophaga